# Cedar Mill
Cedar Mill az Amerikai Egyesült Államok északnyugati részén, Oregon állam Washington  és Multnomah megyéiben, a 26-os úttól északra, a Willamette-sziklától nyugatra, a portlandi agglomerációban elhelyezkedő statisztikai- és önkormányzat nélküli település, valamint Portland külvárosa. A 2010. évi népszámláláskor 14 546 lakosa volt. Területe 9,6 km², melynek 100%-a szárazföld.
Nevét a Cedar Mill-patak közelében, a 199th Road és a Cornell Road kereszteződésében lévő óriás tuja (vörös cédrus) feldolgozására létrejött fűrésztelepről kapta; ennek maradványai az 1960-as években is láthatóak voltak még. Postahivatala 1874-ben nyílt meg, nevét azóta viseli.

## Történet

### Az első telepesek

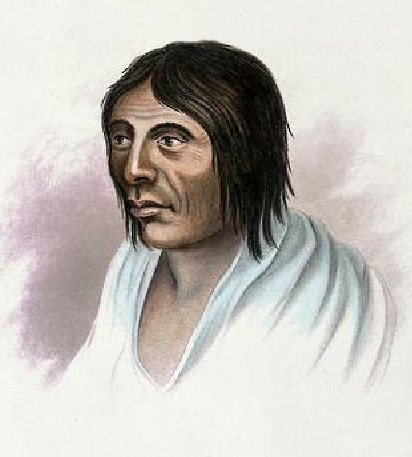
Atfalati férfi

A terület eredeti lakói a kalapuya indiánok atfalati törzsének tagjai voltak. Őket az első telepesek tualatin és wapato-tavi indiánoknak nevezték. A közeli Beaverton területén egy másik, indiánok által lakott település, Chakeipi volt, melynek jelentése: „hódok otthona”; ezt az első telepesek Beaverdamnek nevezték. 1782 és 1842 között a behurcolt járványok miatt az őslakosok száma több ezerről 600-ra csökkent. 1890-ben már csak 28 tagot számlált csoportjuk; az utolsó tualatin nyelvet beszélő személy, Louis Kenoyer 1936-ban hunyt el. A telepesek visszaemlékezéseikben leírják, hogy az indiánok később is visszajártak korábbi területeikre.
A Tualatin-völgy többi területéhez hasonlóan a településen az 1850-es földadományozási törvény hatálya alatt telepedtek le. Az első ideérkező Samuel Walters volt 1847-ben. William Cornell, a Cornell Road névadója, és felesége Emily 1852-ben telepedtek le a Cornell Roadtól keletre. 1852-ben itt jött létre a helyi iskolakerület.
A közösség első ipari létesítménye a John Halsey Jones és édesapja, Justus által 1859-ben emelt fűrésztelep. A Cornell Road és McDaniel Road (ma N.W. 119th Avenue) déli oldalán álló létesítmény terveit 1855-ben dolgozta ki az akkor 23 éves John. A Jones-fűrésztelepet 1869 decemberében eladták John Quincy Adams Young-nak és William Eversonnak; neve innentől Young–Everson-fűrésztelep. Miután Young fiai, Linc és Jasper átvették, Young-testvérek-fűrésztelep lett a neve. 1891-ben bezárták, 1896-ban pedig kiürítették az épületet.
A korai telepesek nagy része ír katolikus volt. Thomas és Ann Leahy 1852-ben érkeztek Portland környékére, majd fiaikkal, Hugh-val és Johnnal 1865-ben költöztek a mai Leahy Road mellé, melyet róluk neveztek el. Thomas 1874-ben, Ann pedig 1913-ban halt meg, telküket pedig fiaik örökölték. John 1923-ban, Hugh pedig 1940-ben halt meg, mindketten faipari balesetben. A házban ma is a család leszármazottjai élnek. A Murray Road névadói, Owen és Mary Murray a kora 1880-as években költöztek Oregonba, és egy 48,6 hektáros farmot létesítettek. 1936-ban a nagy gazdasági világválság következtében fiuk, Joseph Murray eladta azt.

### Fűrésztelep és postahivatal

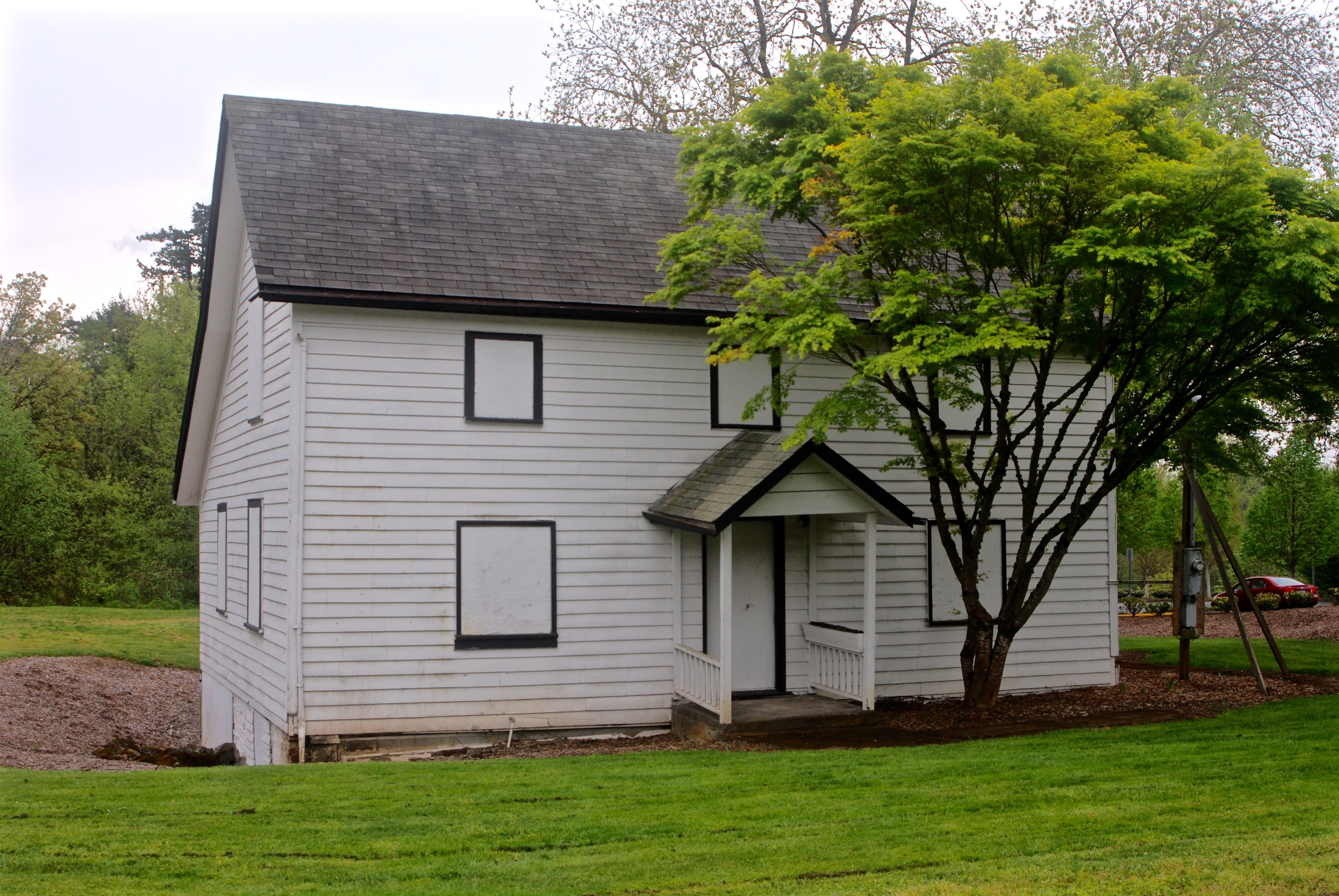
A Young család háza, az első postahivatal

Az Oregon Geographic Names alapján az első postahivatal John Quincy Adams Young 1869-ben épült házában létesült 1874-ben. A létesítmény a mai napig áll a Cornell Road mentén; tulajdonosa a Tualatin Hills Park & Recreation District. Az első postamester maga Young volt, akit megbíztak, hogy létesítsen postát a területen. A házzal szemben működött a cédrusfeldolgozásra szakosodott Young–Everson fűrésztelep; a település az üzem után kapta nevét. 1874-ben Young a telepet eladta Eversonnak, és a Cornell Road északi felén új házat emelt családjának; régi lakóháza innentől működött postaként. Az épület alsó szintjén emellett egy kisbolt is működött. Az 1976-os adatok szerint 1914 óta a Russel családé volt a létesítmény.
Young 1881 decemberéig volt a közösség postamestere. Utódja, George Reeves 1882-ben saját boltjába, a Cornell Road és a Barnes Road kereszteződésétől északnyugatra költöztette a hivatalt. A hivatal mindig is valamilyen boltban volt; kétszeri költözés után 1904. július 3-án zárták be. Az utolsó, itt sztornózott bélyeg tulajdonosa 1976-ban Bernard P. Young, John és Elizabeth Young leszármazottja volt.

### 20. század

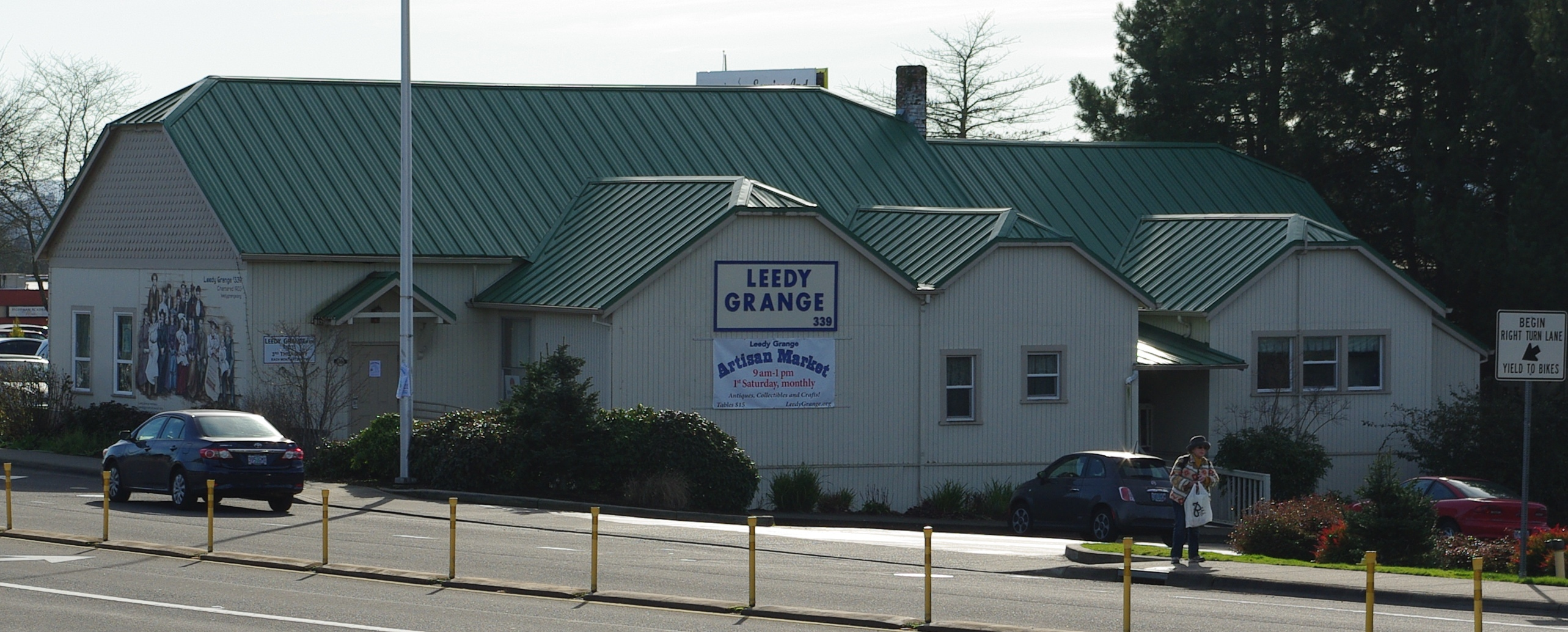
Leedy Grange 339

A könyvtár közelében, a Corner Road és Saltzman Road sarkán álló Leedy Grange 339 1900-ban épült (a tulajdonos szerint 1903-ban). Eredetileg a Modern Woodmen of America helyi szervezetének székhelye volt, de 1913-ban (a tulajdonos szerint 1906-ban) eladták a Leedy Grange-nek, és az emeletet lebontották. 2010 júniusa óta itt tartják a minden hónap első szombatján megrendezett Cedar Mill-i bolhapiacot.
1976-ban hozta létre 15 helyi nő a Cedar Mill Heritage Quilt hagyományőrző egyesületet. Maurine Neuberger  szenátor 1976 szeptemberében itt hirdette ki a foltvarró-verseny győztesét.

## Földrajz

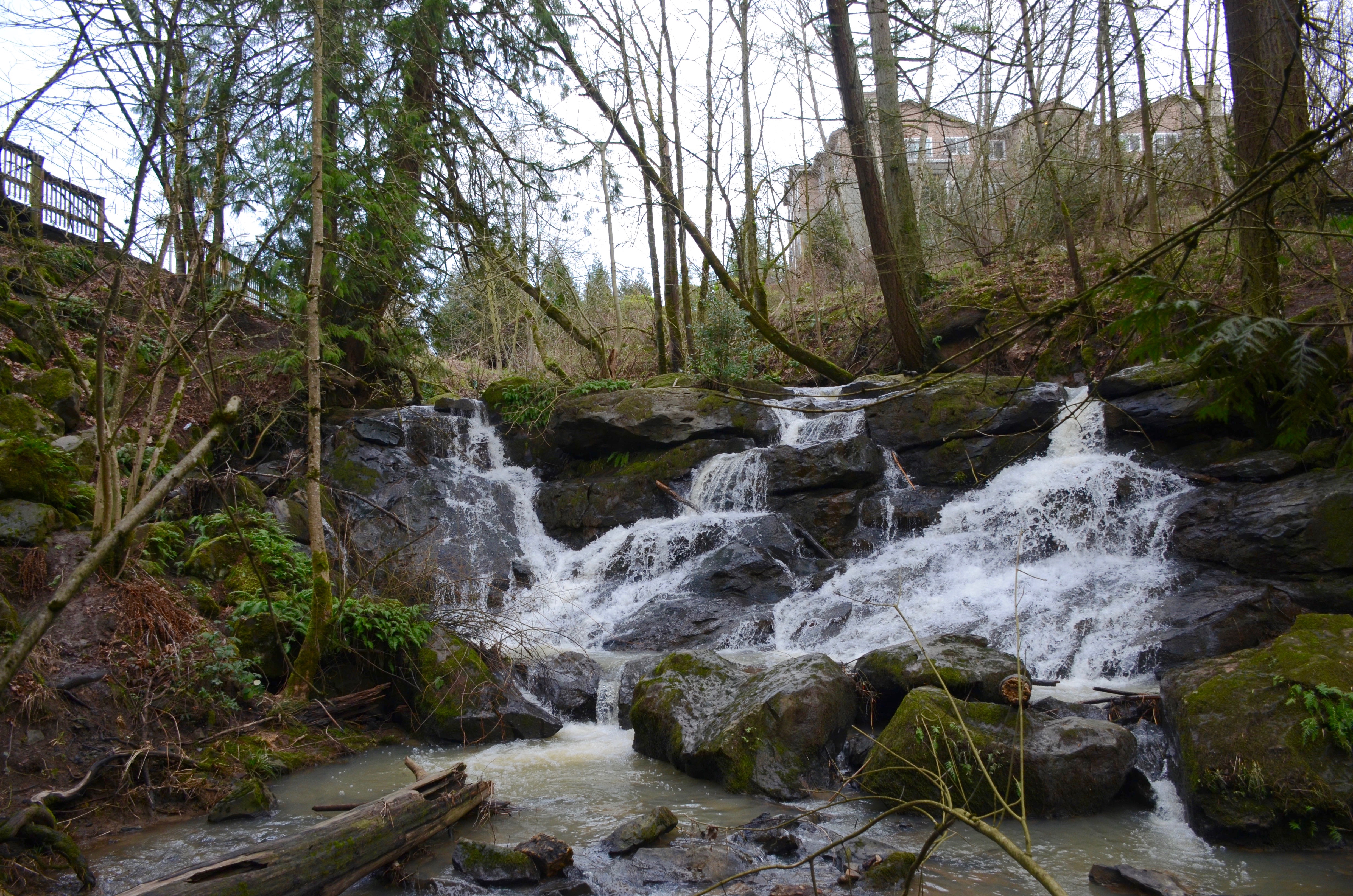
A Cedar Mill-vízesés

A Népszámlálási Hivatal adatai alapján a város területe 9,6 km², melynek 100%-a szárazföld. Területén keresztülfolyik a Cedar Mill-patak. A patak Multnomah megye északnyugati részén, Forest Heights kerületben ered, és a Tualatin Hills Nemzeti Park területén folyó Beaverton-patakba ömlik. Cedar Mill másik vize a North Johnson-patak, amely a Cedar Mill-pataktól délre ered, és a Nike World kampusz területén lévő másik vízfolyásba ömlik.
A Cedar Mill-vízesés a Cedar Mill Greenway és a Young család házának közelében található. A vízesés egy 9,8 méter magas bazaltszikláról ered; korábban a fűrésztelepet látta el vízzel. A 2013 júliusában megnyílt Sue Conger Memorial Boardwalkot a vízesés megközelítésére építették. Hartung Farms kerületben van a Hartung-tó, és itt is átfolyik a North Johnson-patak.

## Népesség

### 2010
A 2010-es népszámláláskor  14 546 lakója, 5412 háztartása és 4010 családja volt. A népsűrűség 1515,2 fő/km2. A lakóegységek száma 5849, sűrűségük 609,3 db/km2. A lakosok 79,1%-a fehér, 1%-a afroamerikai, 0,2%-a indián, 13,2%-a ázsiai, 0,2%-a a Csendes-óceáni szigetekről származik, 2,2%-a egyéb, 4,1%-a pedig kettő vagy több etnikumú. A spanyol vagy latino származásúak aránya 6,3% (4% mexikói, 0,3% Puerto Ricó-i, 0,2% kubai, 1,8% egyéb spanyol vagy latino származású.)
A háztartások 39,5%-ában élt 18 évnél fiatalabb. 63,6% házas, 7,3% egyedülálló nő, 3,2% egyedülálló férfi, 25,9% pedig nem család. 19,6% egyedül élt; 5,1%-uk 65 éves vagy idősebb. Egy háztartásban átlagosan 2,68 személy élt; a családok átlagmérete 3,12 fő.
A medián életkor 38,7 év volt. Lakóinak 28,1%-a 18 évesnél fiatalabb, 4% 18 és 24 év közötti, 27,1%-uk 25 és 44 év közötti, 31,9%-uk 45 és 64 év közötti, 8,9%-uk pedig 65 éves vagy idősebb. A lakosok 49,2%-a férfi, 50,8%-a pedig nő.

### 2000
A 2000-es népszámláláskor   12 597 lakója, 4723 háztartása és 3430 családja volt. A népsűrűség 1312,2 fő/km2. A lakóegységek száma 4951, sűrűségük 515,7 db/km2. A lakosok 85,4%-a fehér, 0,9%-a afroamerikai, 0,4%-a indián, 7,5%-a ázsiai, 0,2%-a a Csendes-óceáni szigetekről származik, 2,7%-a egyéb-, 2,9%-a pedig kettő vagy több etnikumú. A spanyol vagy latino származásúak aránya 6,1% (4,1% mexikói, 0,1% Puerto Ricó-i,  1,8% pedig egyéb spanyol/latino származású.)
A háztartások 39,4%-ában élt 18 évnél fiatalabb. 60,8% házas, 8,3% egyedülálló nő; 27,4% pedig nem család. 21% egyedül élt; 4,3%-uk 65 éves vagy idősebb. Egy háztartásban átlagosan 2,67 személy élt; a családok átlagmérete 3,12 fő.
Lakóinak 28,4%-a 18 évesnél fiatalabb, 6,9% 18 és 24 év közötti, 31,1%-uk 25 és 44 év közötti, 25,5%-uk 45 és 64 év közötti, 8,1%-uk pedig 65 éves vagy idősebb. A medián életkor 36 év volt. Minden 100 nőre 99,7 férfi jut; a 18 évnél idősebb nőknél ez az arány 97.
A háztartások medián bevétele 65 730 amerikai dollár, ez az érték családoknál $79 529. A férfiak medián keresete $62 901, míg a nőké $36 369. Az egy főre jutó bevétel (PCI) $33 355. A családok 4,7%-a, a teljes népesség 6,7%-a élt létminimum alatt; a 18 év alattiaknál ez a szám 7,4%, a 65 évnél idősebbeknél pedig 5%.

## Infrastruktúra

### Közszolgáltatások és média

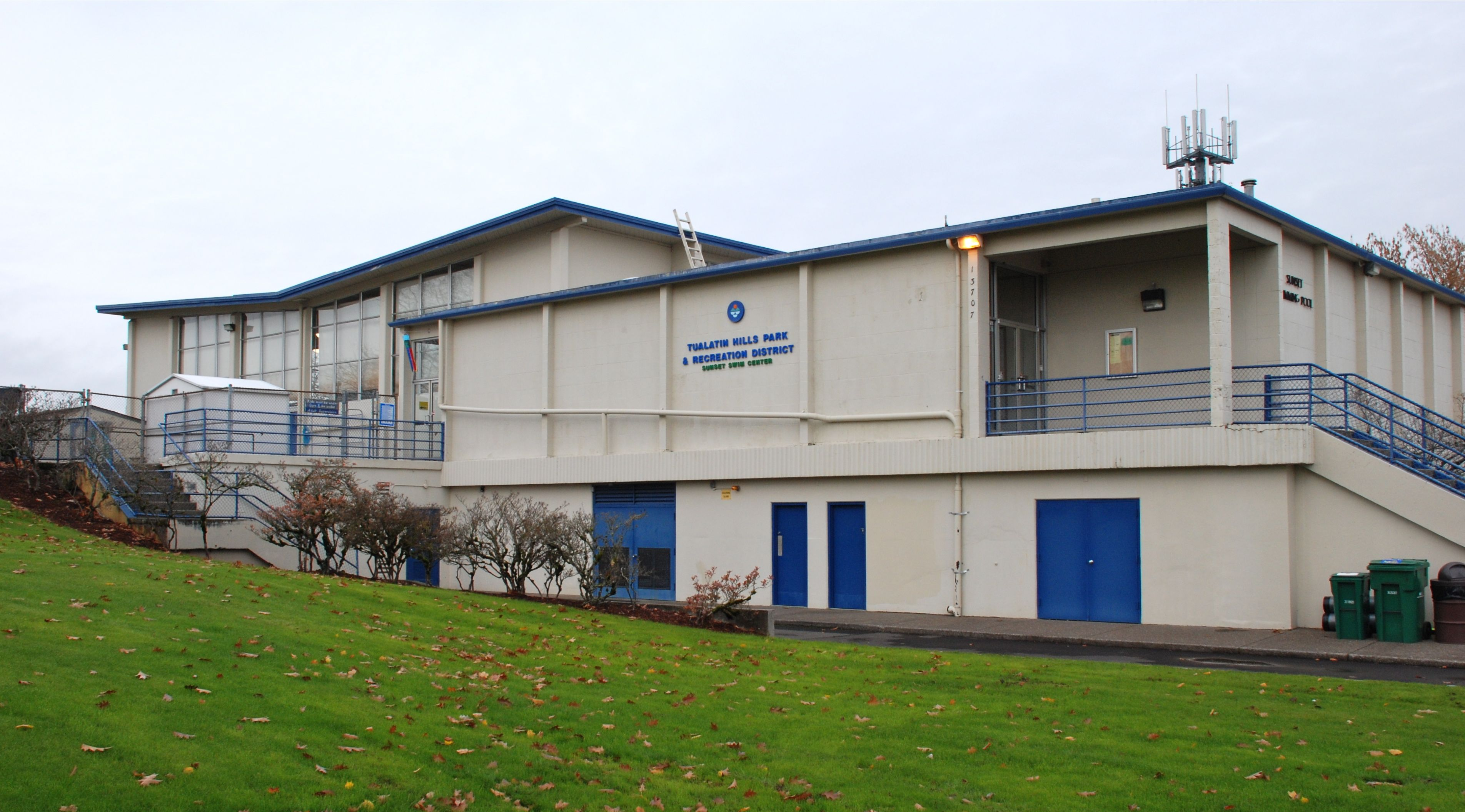
Sunset Swim Center

A rendfenntartást és a tűzvédelmet a Tualatin Valley Fire and Rescue látja el. A közösség parkjait és ösvényeit, valamint a gimnázium által is használt Sunset Swim Centert a Tualatin Hills Park & Recreation District működteti.
Ahogy a környék összes településén, itt is elérhető a The Oregonian című lap. A közösség havilapja a Virginia Bruce által 2003 januárja kiadott Cedar Mill News. Az első szám még The Milltowner címen jelent meg. A közösség üzleti életéért a Cedar Mill Business Association felel; a szervezetet az iparág segítésére és fejlesztésére hozták létre.
A település „belvárosa” a Cornell Road mentén, körülbelül a Sunset High Schooltól a Saltzman Roadig tart.

### Oktatás

#### Iskolák
Cedar Mill iskolái a Beavertoni Iskolakerülethez tartoznak. Az intézmények listája:
- Általános iskolák: Terra Linda, Cedar Mill, Bonny Slope és West Tualatin View Elementary School
- Középiskolák:  Cedar Park és Stoller Middle School
- Gimnázium: Sunset High School
- Magániskolák:  Catlin Gabel School, Prince of Peace Lutheran School[32] és St. Pius X Catholic School

Az első, Cedar Millt és Bethanyt kiszolgáló Union Iskolakerületet 1856-ban alapították. Az 1884-ben épült Union School általános iskola a Samuel Walters telepes által adományozott telken volt (ma a N.W. 143rd Avenue-n, a temetővel szemben). 1901-ben a korábbi egy termes iskolát még egy osztállyal bővítették; az intézmény 1948-ig működött. Az iskolakerületet az 1880-as években kettéosztották: a keleti területen jött létre 1883-ban a Cedar Mill-i, a nyugatin pedig 1887-ben a bethanyi kerület (amely Bethanyt és Rockcreeket szolgálta ki). 1948-ban a Union és bethanyi kerületek egyesítésével jött létre a Sunset Valley Iskolakerület. 1960-ban mind a Cedar Mill-i, mind a Sunset Valley kerület beolvadt a beavertoniba.
Korábban a településen volt a Sunset országúttól északra, a Murray Roadon 1948-ban épített Sunset Valley Elementary School, melyet a Union School kiváltására hoztak létre. Nem sokkal az 1980-as bezárás előtt, 1979-ben az Electro Scientific Industries (melynek kampusza a közelben található) irodái költöztek ide. Bezárása után a The Home Depot létesített itt üzletet.

#### Könyvtár

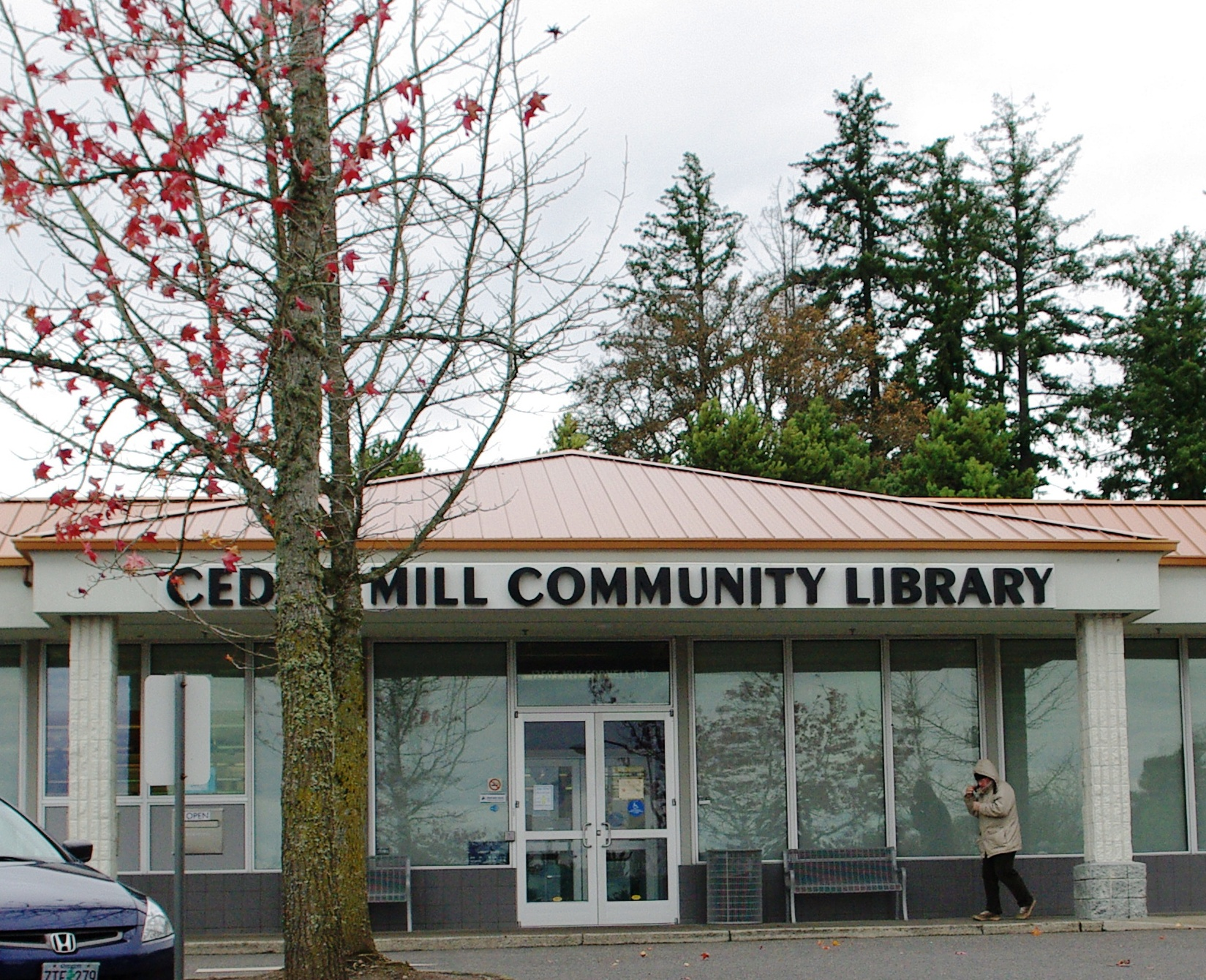
Cedar Mill-i Közösségi Könyvtár

A Cornell Road és Saltzman Road kereszteződésében lévő Milltowner Shopping Centerben az 1974-ben alapított nonprofit Cedar Mill Community Library Association 1976-ban nyitotta meg a település első könyvtárát. Háromszor bővítették, 1978-ban, 1988-ban és 2001-ben; jelenlegi területe 2280 m². Jelenleg az 1988-ban bezárt Rodgers üzlet épületében található, melyet a korábban egy sokkal kisebb épületben található könyvtár igényeihez igazítva építettek át. A 2000–2001-ben zajló munkálatok során a nyugati oldalnál új, kétszintes épületszárnyat emeltek.
A fenntartó szervezet működteti a bethanyi könyvtárat is.

## Fordítás
Ez a szócikk részben vagy egészben  a   Cedar Mill, Oregon című angol Wikipédia-szócikk ezen változatának fordításán alapul.  Az eredeti cikk szerkesztőit annak laptörténete sorolja fel. Ez a jelzés csupán a megfogalmazás eredetét és a szerzői jogokat jelzi, nem szolgál a cikkben szereplő információk forrásmegjelöléseként.

## Szakirodalom
- Linda S. Brody – Nany A. Olson: Cedar Mill History.  1978.